# Marele Bazar din Istanbul
Marele Bazar este una dintre cele mai mari și mai vechi piețe acoperite din lume, situată în centrul Istanbulului, în mijlocul cartierelor Beyazıt, Nuruosmaniye și Mercan.
În Marele Bazar sunt aproximativ 4.000 de magazine, iar numărul total de angajați din aceste magazine este de aproximativ 25.000. Poate găzdui aproape 500.000 de oameni în perioadele cele mai aglomerate ale zilei. În anul 2014, a fost clasat pe locul 1 printre cele mai vizitate atracții turistice⁠(d) din lume, cu 91.250.000 de vizitatori. Marele Bazar este adesea menționat ca fiind primul centru comercial din lume.

## Data

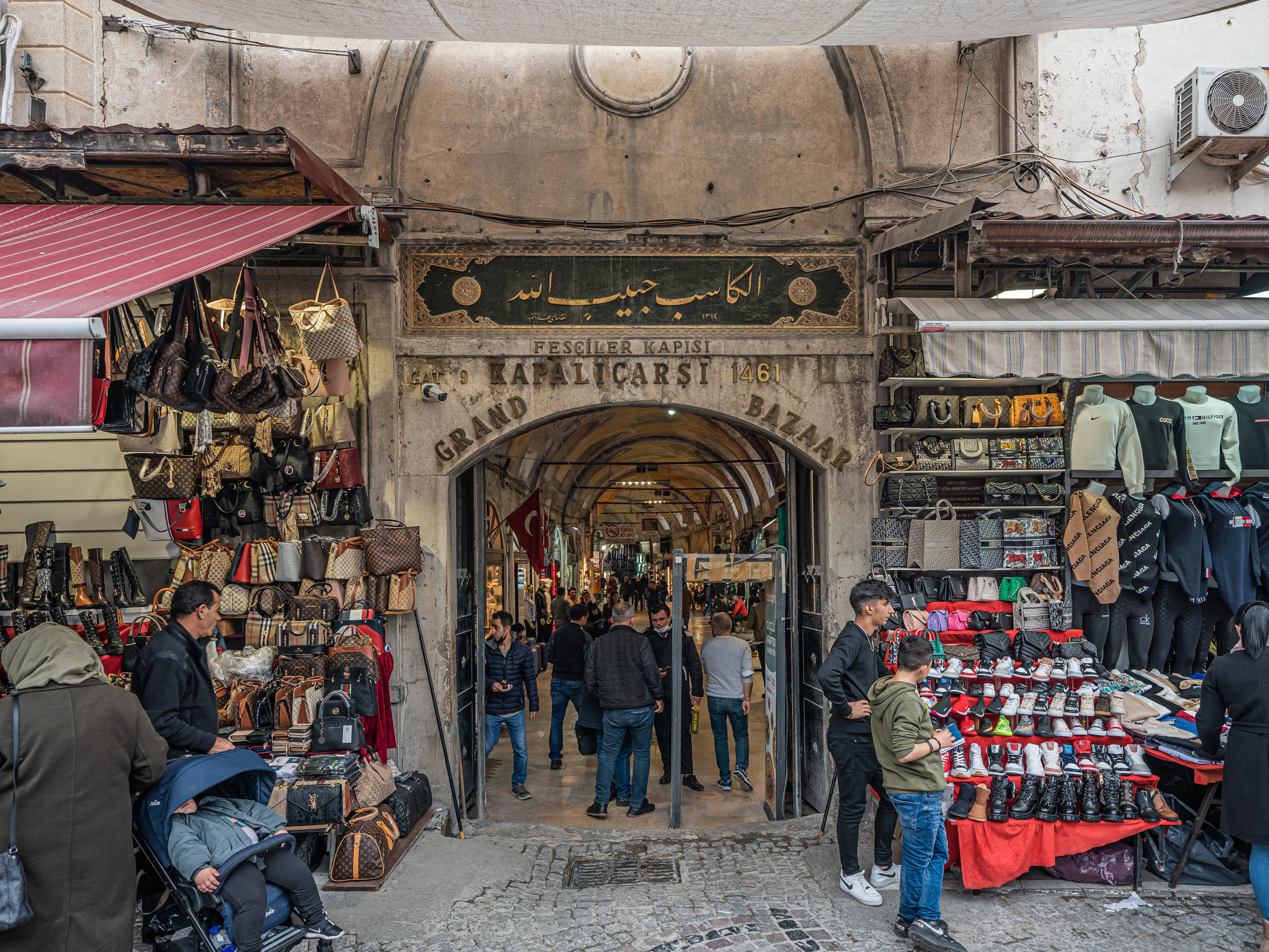
Intrarea în bazar

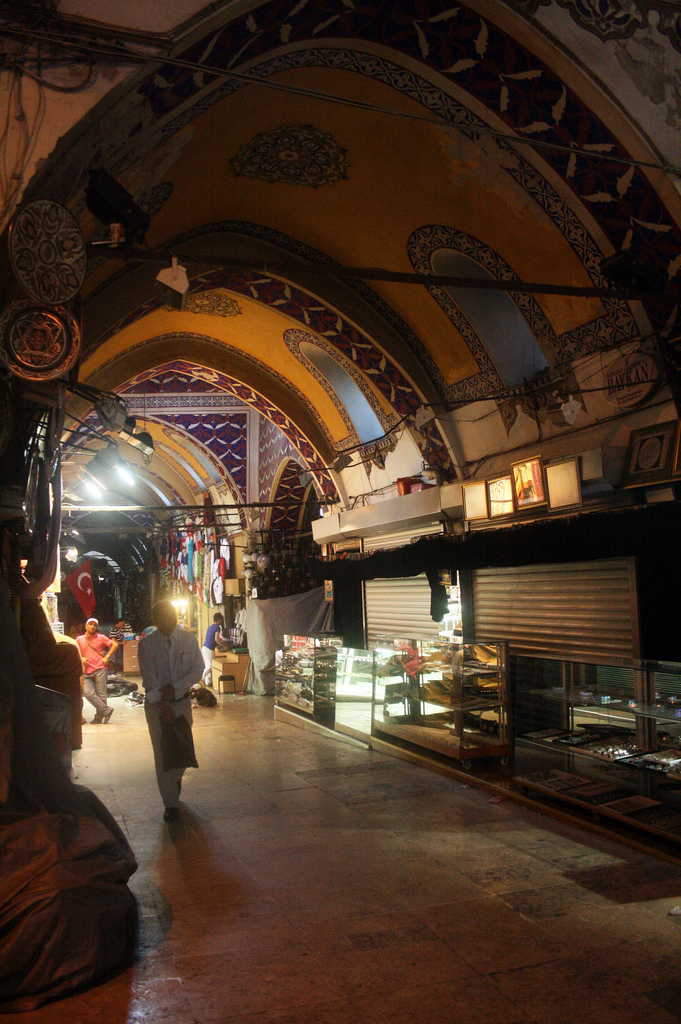

Dintre cele două bazaruri care formează nucleul Marelui Bazar, Bazarul Central Acoperit, adică Bazarul de Bijuterii, este controversat în rândul scriitorilor și cel mai probabil este o clădire bizantină care măsoară 48 m x 36 m. Noul Bazar Acoperit este a doua structură importantă a Marelui Bazar, construită de sultanul Fatih Mehmed în anul 1460 și se numește Bazarul Sandal. Acest nume a fost dat deoarece aici se vinde țesătura numită sandal⁠(d), țesută dintr-un fel de bumbac și mătase.
Anul 1460, anul în care a început construcția Marelui Bazar, este acceptat ca an de înființare al bazarului. Adevăratul mare bazar a fost construit din lemn de Suleiman Magnificul .
Ca un labirint gigantic, cu 66 de străzi și 4.000 de magazine pe o suprafață de 30.700 de metri pătrați, Marele Bazar este un centru unic al Istanbulului care trebuie văzut. Acest sit complet acoperit, care seamănă cu un oraș, s-a dezvoltat și a crescut de-a lungul timpului. Până de curând se găseau 5 moschei, 1 școală, 7 cișmele, 10 fântâni, 1 fântână publică, 1 rezervor de apă, 24 de porți și 17 hanuri.
Împrejurimile a două clădiri vechi cu ziduri groase, datând din secolul al XV-lea și acoperite cu mai multe cupole, au devenit în secolele următoare un centru comercial prin acoperirea străzilor și adăugarea altora. În trecut, acesta era un bazar în care pe fiecare stradă erau amplasate anumite profesii, unde producția artizanală era ținută sub control strict, iar etica și obiceiurile comerciale erau foarte respectate. Tot felul de țesături valoroase, bijuterii, arme și obiecte antice au fost oferite spre vânzare cu deplină încredere de către familiile care s-au specializat în domeniile lor de generații întregi. Deși Marele Bazar, care a suferit un cutremur și mai multe incendii majore la sfârșitul secolului trecut, a fost reparat ca și până acum, caracteristicile anterioare s-au schimbat.
Toate magazinele au fost construite pentru a avea aceeași lățime. Pe fiecare stradă, în bresle se găseau negustori cu diferite produse (producători de pilote, papuci etc.) Concurența între negustori era strict interzisă. Niciun producator nu putea să-și pună taraba în fața magazinului și să o prezinte mulțimii. Prețurile la produse nu puteau fi mai mari decât cele stabilite de stat. În timpul cutremurului de la Istanbul din 1894, niște ziduri și o cupolă a bazarului s-au prăbușit.

## Astăzi
În trecut, sentimentul de încredere în negustori ar face ca banii acumulați de oameni să le fie dați negustorilor și ei să funcționeze ca o bancă. Astăzi, magazinele de pe multe străzi și-au schimbat funcțiile. Grupuri de meserii, precum producătorii de pilote, producătorii de papuci și producătorii de fesuri au rămas doar ca nume de străzi. Există în mare parte magazine de bijuterii pe strada care este considerată strada principală a bazarului și există alte șase magazine pe o stradă laterală care duce la acesta. Aceste magazine, care sunt destul de mici, vând la prețuri diferite și negociază mult. Deși Marele Bazar își păstrează vechea viață în ceea ce privește culoarea și atracțiile, opțiunile de cumpărături pentru grupurile de turiști care vizitează Istanbulul încă din anii 1970 sunt oferite de unități moderne și mari încă de la intrarea principală a bazarului. Bazarul de mirodenii de pe malul Cornului de Aur este, de asemenea, un bazar acoperit mai mic. O altă mică piață acoperită din secolul al XV-lea din cartierul Galata este încă în funcțiune.
Marele Bazar este plin de viață și de aglomerație la fiecare oră a zilei. Negustorul invită cu insistență vizitatorii în magazinul său. Magazine confortabile, mari, situate la intrarea în bazar, oferă spre vânzare articole aproape toate fabricate manual și exportate în Turcia. Covoarele și bijuteriile realizate manual sunt cele mai bune exemple de artă tradițională turcească. Acestea sunt vândute cu certificate de calitate și de origine, și au livrare garantată în toată lumea. Pe lângă covoare și bijuterii, ei creează o colecție bogată de lucrări turcești celebre din argint, cupru, suveniruri și obiecte decorative din bronz, ceramică, onix și piele, de înaltă calitate. Scriitorii occidentali au dedicat Marelui Bazar un loc special în cărțile și memoriile lor de călătorie.
Este unul dintre locurile turistice importante din Istanbul.

## Străzi, porți și hanuri

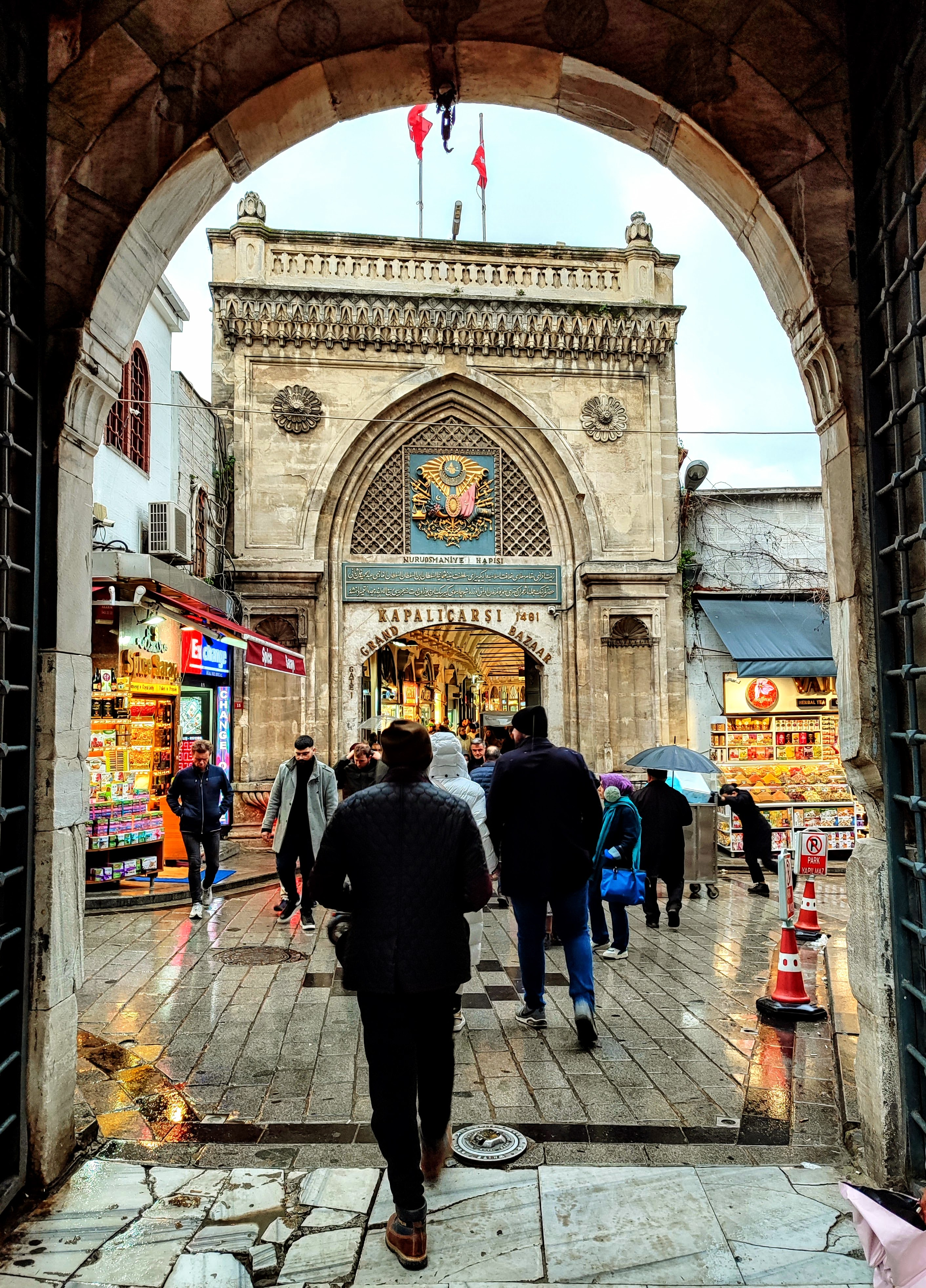
Poarta Nuruosmaniye

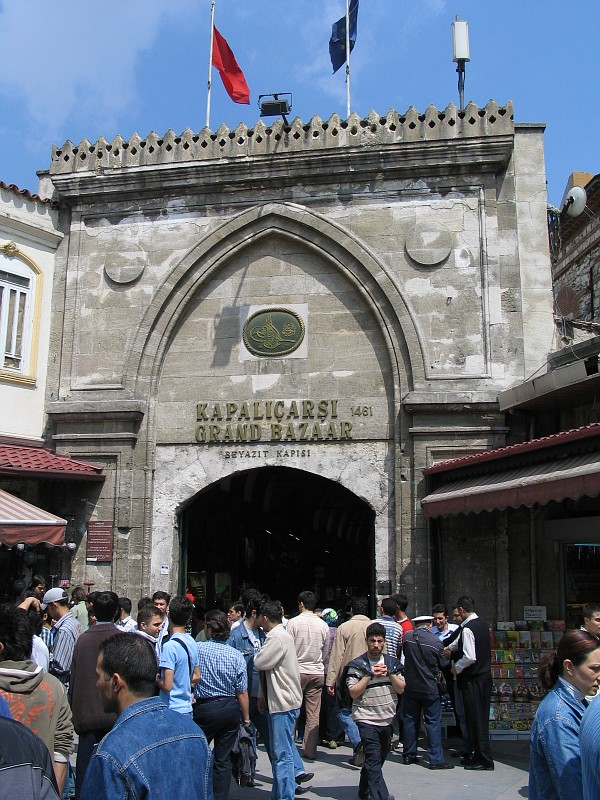
Poarta Beyazit

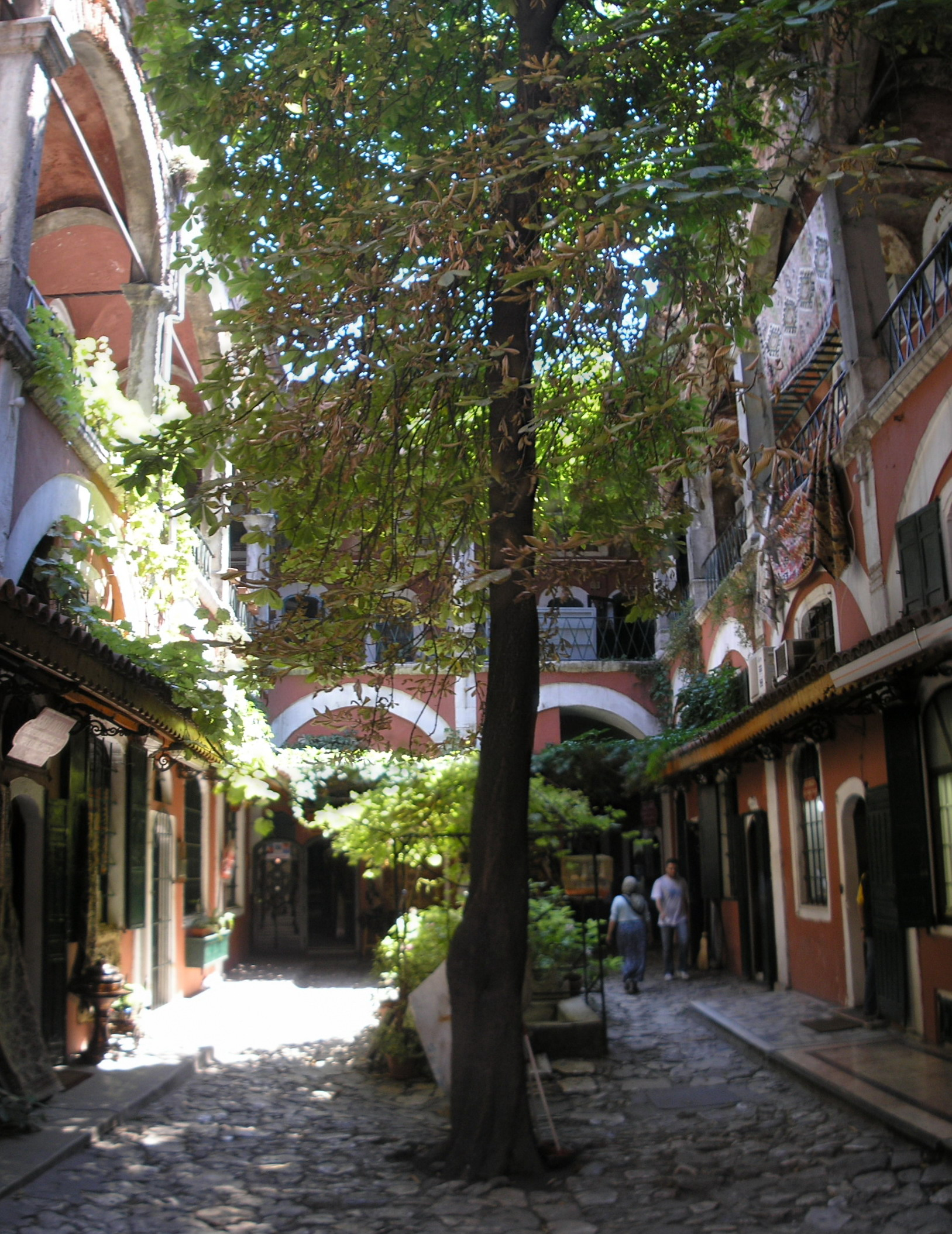
Vedere din Hanul Zincirli

| Străzi            | Hanuri      | Intrări principale |
| ----------------- | ----------- | ------------------ |
| Acıçeșme          | Ağa         | Beyazıt            |
| Ağa               | Alipașa     | Çarșıkapı          |
| Altuncular        | Astarcı     | Çuhacıhan          |
| Aminçiler         | Balyacı     | Kuyumcular         |
| Araracıoğlu       | Bodrum      | Mahmutpașa         |
| Aynacılar         | Cebeci      | Nuruosmaniye       |
| Basmacılar        | Çukur       | Örücüler           |
| Çuhacıhanı        | Çuhacı      | Sepetçihan         |
| Bitpazarı         | Hatipemin   | Takkeciler         |
| Fesçiler          | İçcebeci    | Tavukpazarı        |
| Ganiçelebi        | İmamali     | Zenneciler         |
| Hacıhasan         | Kalcılar    |                    |
| Hacıhüsnü         | Kapılar     |                    |
| Hacımemiș         | Kașıkçı     |                    |
| Halıcılar         | Kebapçı     |                    |
| Hazırelbiseciler  | Kızlarağası |                    |
| İplikçiler        | Mercan      |                    |
| Kahvehane         | Perdahçı    |                    |
| Kalpakçılar       | Rabia       |                    |
| Karakol           | Safran      |                    |
| Karamanlıoğlu     | Sarnıçlı    |                    |
| Kavaflar          | Sarraf      |                    |
| Kazazlar          | Sepetçi     |                    |
| Keseciler         | Sorguçlu    |                    |
| Kilitçiler        | Varakçı     |                    |
| Kolancılar        | Yağcı       |                    |
| Koltukçu          | Yolgeçen    |                    |
| Kürkçüler         | Zincirli    |                    |
| Lütfullahefendi   | Evliya      |                    |
| Mercançıkmazı     |             |                    |
| Muhafazacılar     |             |                    |
| Mühürdaremin      |             |                    |
| Ortakazazcılar    |             |                    |
| Örücülerhamamı    |             |                    |
| Parçacılar        |             |                    |
| Perdahçılar       |             |                    |
| Püskülcüler       |             |                    |
| Reisoğlu          |             |                    |
| Ressam            |             |                    |
| Sahaflarbedesteni |             |                    |
| Sandal            |             |                    |
| Sandalbedesteni   |             |                    |
| Serpuççular       |             |                    |
| Sıraodalar        |             |                    |
| Sipahi            |             |                    |
| Tacirler          |             |                    |
| Takkeciler        |             |                    |
| Tavukpazarı       |             |                    |
| Terlikçiler       |             |                    |
| Terzibașı         |             |                    |
| Terziler          |             |                    |
| Tuğcular          |             |                    |
| Varakçıhan        |             |                    |
| Yağlıkçılar       |             |                    |
| Yarımtașhan       |             |                    |
| Yeșildirek        |             |                    |
| Yorgancılar       |             |                    |
| Yüncühasan        |             |                    |
| Zenneciler        |             |                    |

## Vezi si
- Bedesten